# 4-アミノフェノール
4-アミノフェノール (4-Aminophnol, または para-aminophenol, または p-aminophenol) は、化学式 H2NC6H4OH で表される有機化合物である。通常、白色粉末として入手できる。"Rodinal" の商品名で市販されているモノクロフィルムの現像剤として普通に使われている。4-アミノフェノールは、わずかに親水性の性質を反映して、アルコールに適度に溶け、熱水から再結晶することができる。塩基の存在で、速やかに酸化される。メチル化された誘導体の N-メチルアミノフェノールとN,N-ジメチルアミノフェノールは、商業的に価値がある。4-アミノフェノールは、3つのアミノフェノール異性体の一つである。他の 2つは2-アミノフェノールと3-アミノフェノールである。

## 製造

### フェノールから
4-アミノフェノールは、フェノールのニトロ化とそれに続く鉄による還元で生成される。または、ニトロベンゼンの部分的水素化によりフェニルヒドロキシルアミンが得られ、主として 4-アミノフェノールに転移する。
C6H5NO2 + 2 H2 → C6H5NHOH + H2O
C6H5NHOH → HOC6H4NH2

### ニトロベンゼンから
ニトロベンゼンから電解変換 (electric conversion) してフェニルヒドロキシルアミンを生成し、これが自発的に転位して4-アミノフェノールになる。

## 使用例
4-アミノフェノールは、有機化学においてビルディングブロックとして用いられる。特に、Paracetamol (パラセタモール) の工業的合成の最終中間体である。4-アミノフェノールと無水酢酸を反応させるとパラセタモールが得られる
。